# Адміністративний поділ Мальдівів

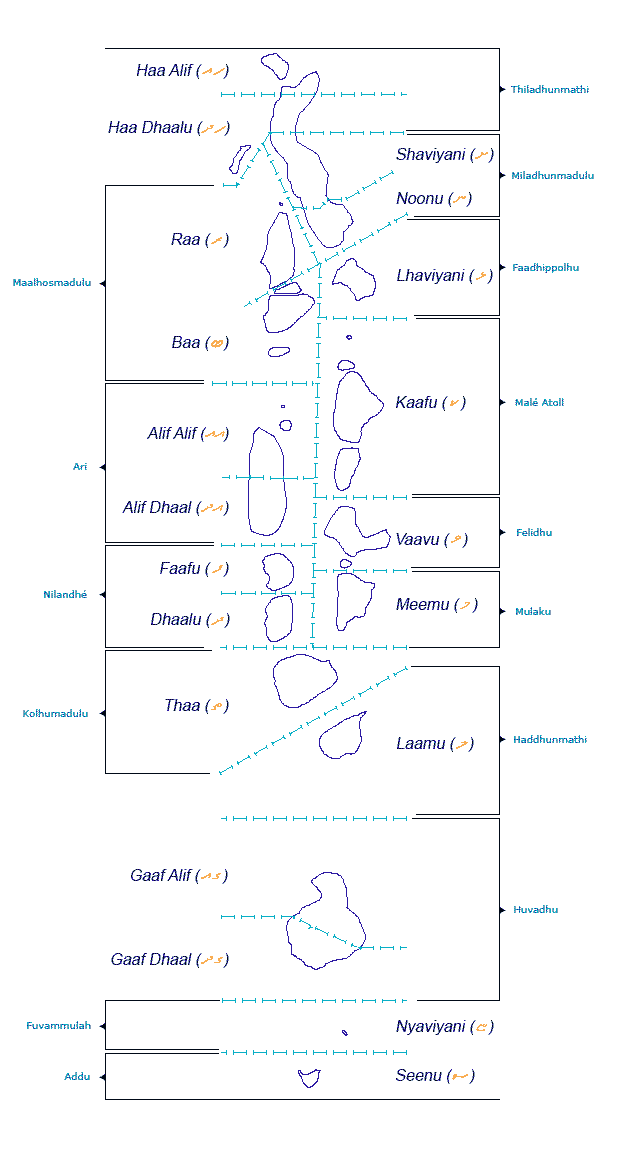
адміністративний поділ Мальдів

Мальдіви складаються з 20 адміністративних одиниць: столиці — міста Мале і 19 острівних груп — атолів:
- Аліфу
- Баа
- Вааву
- Гаафуаліфу
- Гаафу-Джаалу
- Гнавіїані
- Дхаалу
- Каафу
- Лаамуз
- Лавіїані
- Міїму
- Нуну
- Маалхендху
- Раа
- Сіїну
- Тхаа
- Фааву
- Хаа-Алифу
- Хаа-Дхаалу
- Шавіїані

| Мальдіви | Це незавершена стаття з географії Мальдівів. Ви можете допомогти проєкту, виправивши або дописавши її. |